# Col de la Chavade
Le col de la Chavade est un col français situé dans le département de l'Ardèche sur la commune d'Astet.

## Géographie

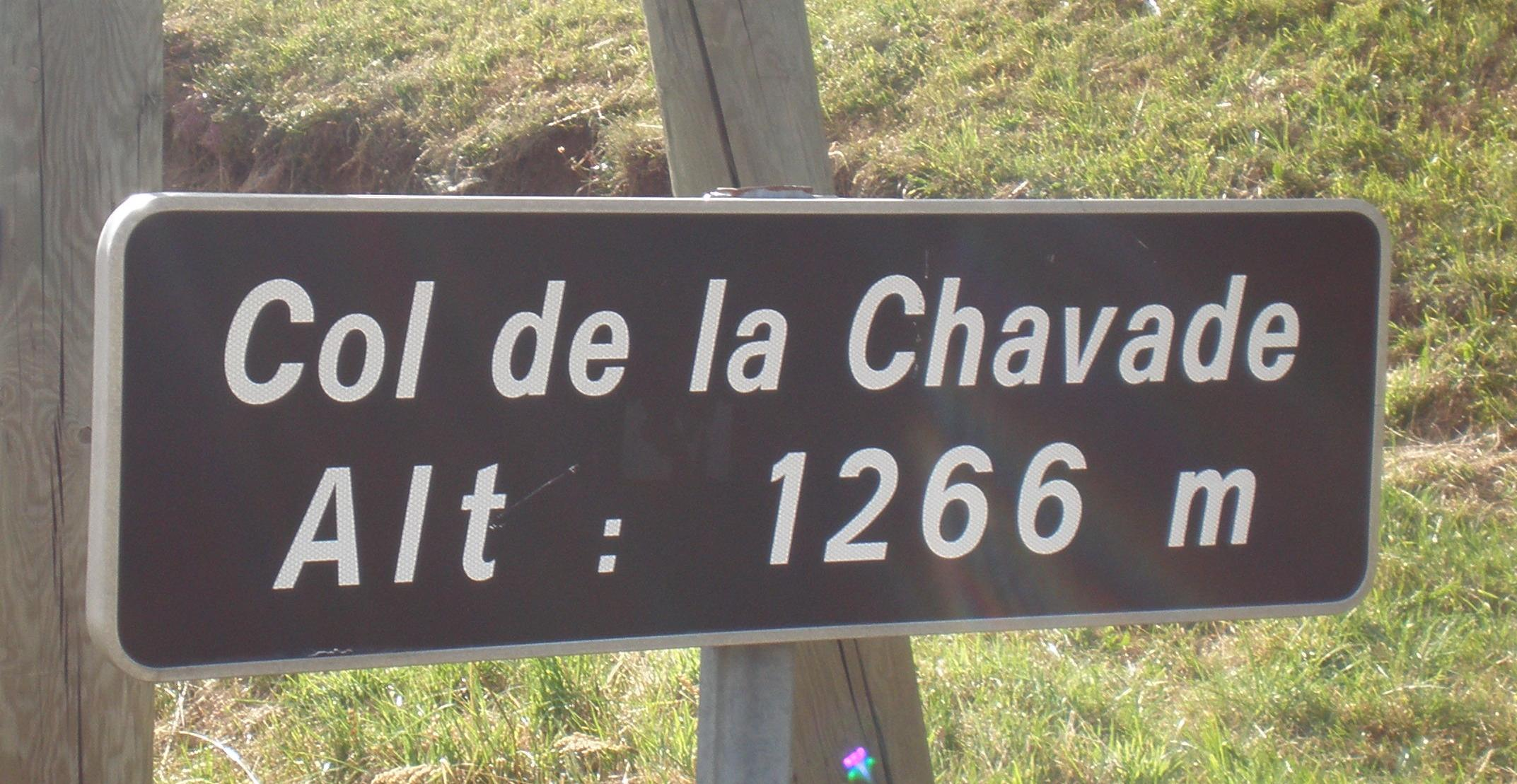
Panneau routier indiquant le col

Le col de la Chavade fait la séparation entre le plateau ardéchois (altitude moyenne de 1 000 mètres) et le bas Vivarais. Il est considéré comme une des portes d'entrée de la montagne ardéchoise. Le col est emprunté par la route nationale 102, important axe de délestage du trafic routier reliant Le Puy-en-Velay à Montélimar en passant notamment par Aubenas, le trafic au niveau du col approchant 4 000 véhicules par jour.
La montée du côté Aubenas, est particulièrement forte et sinueuse, avec des lacets très rapides. Elle passe de 600 à 1 266 mètres d'altitude en 10 kilomètres, elle est connue sous les noms de « côte de la Chavade » ou « côte de Mayres ». Le col de la Chavade, ligne de partage des eaux Atlantique-Méditerranée, offre une vue panoramique sur les puissantes montagnes qui l'entourent : monts du Vivarais et serre de la Croix de Bauzon.

## Histoire
La route nationale 102, sur laquelle se situe le col, fut édifiée au XVIIIe siècle par les états Généraux du Languedoc. Le 13 août 1954, un autocar en perdition causa la mort de 19 personnes sur la côte de Mayres. Une stèle commémorative a été édifiée sur laquelle est inscrite « À la mémoire des 19 membres de l'amicale laïque de Meymac-en-Corrèze, victime de la catastrophe du 13 août 1954 ». Les élèves du cours complémentaire de garçons de Meymac accompagnés du directeur et de plusieurs maîtres avaient préparé un voyage pour voir la mer. Dans la descente de la RN102 en Ardèche, au pied du col de la Chavade, le car perd ses freins en arrivant au pont de Mayres, enfonce le parapet et s'écrase en contrebas dans le lit de la rivière Ardèche.

## À proximité

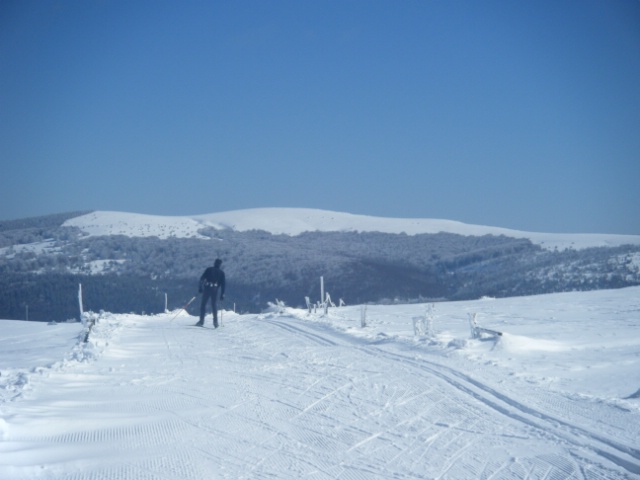
Piste de ski de fond avec vue sur les Valadous (1548 mètres)

- Source de l'Ardèche, dans la forêt de Mazan sur la commune d’Astet,
- L'Auberge de Peyrebeille quelques kilomètres après Lanarce,
- Station de ski La Chavade - Bel-Air : le domaine nordique est accessible depuis le col de la Chavade en prenant la direction du col du Pendu sur la route départementale 239 ; le départ des pistes se situe à 1 380 mètres d'altitude. Le domaine skiable culmine à 1 504 mètres, il comprend 14 pistes de ski de fond mesurant de 1 à 20 kilomètres. Il existe également neuf circuits de 1 à 24 kilomètres en raquette à neige, une piste de luge, une piste de bouée, des parcours de chiens de traîneaux et de ski-joëring.